# Farfantepenaeus
Genre
Farfantepenaeus est un genre de crustacés décapodes dont les représentants ressemblent à des crevettes.

## Liste des espèces
Selon Catalogue of Life (11 novembre 2017) et NCBI (11 novembre 2017) :
- Farfantepenaeus aztecus (Ives, 1891) - crevette royale grise
- Farfantepenaeus brasiliensis (Latreille, 1817) - crevette royale rose
- Farfantepenaeus brevirostris (Kingsley, 1878) - crevette cristal
- Farfantepenaeus californiensis (Holmes, 1900) - crevette pattes jaunes
- Farfantepenaeus duorarum (Burkenroad, 1939) - crevette rodché
- Farfantepenaeus notialis (Pérez Farfante, 1967) - crevette rodché du Sud
- Farfantepenaeus paulensis (Pérez Farfante, 1967) - crevette de São Paulo
- Farfantepenaeus subtilis (Pérez Farfante, 1967) - crevette café